# Хунцикер, Мишель
Мише́ль И́вонн Ху́нцикер (нем. Michelle Yvonne Hunziker; род. 24 января 1977, Соренго, Швейцария) — швейцарско-итальянская актриса, певица, телеведущая и фотомодель.

## Биография
Мишель Ивонн Хунцикер родилась 24 января 1977 года в Соренго (Швейцария) в семье художника, работавшего менеджером отеля, Рудольфа Хунцикера (умер от сердечного приступа осенью 2001 года) и его жены-голландки Инеке Хунцикер.
В 1983 году Мишель вместе со своей семьёй переехала в Остермундиген (кантон Берн, Швейцария).

## Карьера
Мишель начала свою карьеру в качестве фотомодели в 1994 году.
Озвучила Глорию в итальянской версии «Мадагаскара».

## Личная жизнь
В 1998—2002 годах Мишель была замужем за музыкантом Эросом Рамаццотти. В этих отношениях Хунцикер родила своего первенца — дочь Аврору Софи Рамаццотти (род. 05.12.1996).
С 10 октября 2014 года Мишель замужем во второй раз за Томазо Труссарди, исполнительным директором дома Trussardi, с которым она встречалась 3 года до их свадьбы. В этих отношениях Хунцикер родила вторую и третью своих дочерей — Солe Труссарди (род.10.10.2013) и Челесте Труссарди (род.08.03.2015).